# Cesare Durazzo
Cesare Durazzo (* 1593 in Genua; † 8. Dezember 1680 ebendort) war der 118. Doge der Republik Genua und König von Korsika.

## Leben

Familienwappen der Durazzo

Cesare wurde um 1593 in Genua geboren (der Taufschein ist auf den 26. Juni datiert) und war das vorletzte der sieben Kinder von Pietro Durazzo (Genueser Doge in der 2-Jahres-Periode 1619–1621) und Aurelia Saluzzo (Tochter des Herzogs von Garigliano, Agostino).
Seine Familie lenkte die Studien des heranwachsenden Cesare Durazzo auf humanistische und philosophische Fächer, die er in einem Gymnasium in Mailand, wahrscheinlich am Arcimboldi, absolvierte. Aus dieser akademischen Zeit stammen einige seiner Schriften und Gedichtsammlungen in lateinischer Sprache, die er für den Kardinal Domenico Rivarola verfasste und die 1612 in Mailand bei Paganelli veröffentlicht wurden, sowie weitere Abhandlungen über Philosophie, die sein Vetter Marcello Durazzo verfasste.
Im Herbst 1614 kehrte er in die Hauptstadt der Republik Genua zurück, wo er sich am 24. November in das Goldene Buch des Adels der Stadt eintrug. Cesare Durazzo wurde, zusammen mit Alessandro Spinola (zukünftiger Doge in der zweijährigen Periode 1654–1656), im Jahr 1622 von der Regierung beauftragt, die in der Stadt gesammelten Almosen an die Armen der Riviera di Levante zu verteilen. Als 1624 die Feindseligkeiten zwischen dem genuesischen Staat und dem Herzogtum Savoyen ausbrachen, wurde Cesare Durazzo als Hauptmann von Genua und der Riviera angeworben. In den östlichen ligurischen Gebieten stationiert, wurde er als Geleitschutz für Kardinal Francesco Barberini ausgewählt, der auf einer genuesischen Galeere nach Frankreich reiste, wo er sich gemäß den Anweisungen von Papst Urban VIII. an den spanischen Hof begeben sollte, um eine friedliche Schlichtung des Konflikts zu versuchen.
Mit der Einstellung der Feindseligkeiten, Ende 1627, übernahm er für eine kurze Zeit die Rolle des Kommandanten des Capitanato von Chiavari. Zwischen 1628 und 1629 kehrte er nach Genua zurück, wo er sich an jene jungen Adligen wandte, die, angewidert von dem Verhalten Spaniens, das sich nach dem Konflikt in Genua lieber an den savoyischen Hof wandte, nun eine größere politische, militärische und wirtschaftliche Unabhängigkeit der Republik gegenüber der iberischen Halbinsel forderten. In diesem Sinne und fast zum Trotz gegen den alten Adel, der nicht alle Verbindungen zu Spanien kappen wollte, spielte Cesare Durazzo wichtige Rollen in den strategischen Magistraten, die eine neue Veränderung forderten: Dazu gehörten der Bau der Trierien und die Errichtung der neuen Mauern. Zwischen Juni und Juli 1630 gehörte er mit fünf anderen Herren (Giannettino und Claudio Spinola, Nicolò Doria, Luca Giustiniani und Giovanni Vincenzo Imperiale) zum Ehrenkomitee für die spanische Infantin Maria Anna von Habsburg, die auf der Durchreise in Genua war.
Als Mitglied des Magistrato dei Cambi wurde er im Jahr 1632 vom genuesischen Staat beauftragt, nach Nizza zu reisen, um dem Infanten Kardinal Ferdinand von Spanien offiziell seine Aufwartung zu machen und ihn von Ventimiglia zum Palast des Prinzen Doria in Genua zu eskortieren. Dort sollte er vorübergehend bleiben, während er auf seine Abreise nach Como wartete, wo die Ratifizierung des Friedensvertrags zwischen der Republik Genua und dem Herzogtum Savoyen erfolgen sollte. Für Durazzo, der offensichtlich einer "vom Palast" diktierten Linie folgte, ergab sich eine günstige Gelegenheit im Kardinal einen Verbündeten zu suchen, um mit Spaniens Philipp IV. die wirtschaftlichen Forderungen der Genuesen für die im Krieg von 1625 entstandenen Kosten und für die den Ligurern fehlenden Einnahmen aus ihnen zustehenden Steuern im Königreich Neapel endgültig zu klären. Und mit dem Titel eines Sonderbotschafters verließ Cesare Durazzo am 21. März 1634 Genua in Richtung Madrid. Nach einem Zwischenstopp in Barcelona am 10. April, wurde er erst am 11. Mai vom König empfangen, da dieser Verpflichtungen in Aranjuez hatte. In der Audienz konnte Durazzo die Argumente der Republik vortragen.
Dank der Hilfe und der versprochenen Unterstützung des Kardinalinfanten wurde ein offizieller Appell des spanischen Hofes an den Vizekönig von Neapel und ein Unterlassungsdekret an die neapolitanischen Barone, die Kontrolle der Steuerkommissare in ihren Ländern zuzulassen, gnädig bewilligt: Ein persönlicher Erfolg für Botschafter Durazzo.
So konnte er noch im selben Jahr 1634 nach Genua zurückkehren, wo er in den Magistrato di Guerra und in den der Provvisori dell'olio eintrat. 1635 wurde er zum ersten Mal zum Senator der Republik und dann zum Gouverneur ernannt, Positionen, die er bis 1637 innehatte; im Jahr 1638 war er Gouverneur von Savona. Ab 1639 und den folgenden Jahren war er Mitglied des  Magistrato di Guerra, Bürgermeister von Val Bisagno, Mitglied des Magistrats von Korsika und Präsident des Magistrato di Guerra (1643), Staatsinquisitor und Finanzmakler bei der Banco di San Giorgio (1644).
Gegen Ende des Jahres 1645 wurde er erneut als Sonderbotschafter nach Mailand an den Hof des Gouverneurs Antonio Sancho Dávila de Toledo y Colonna berufen, um diplomatische Beziehungen zwischen dem genuesischen Staat und der Marquisat von Finale auszuhandeln. Es war ein neuer Erfolg für Cesare Durazzo, wenn auch nur vorübergehend, da sich mit der Zeit das Problem mit Finale wieder verschlimmerte. Im September desselben Jahres kehrte er nach Genua zurück und wurde in das Büro der Annona gewählt, das er kurz darauf für seine neue Ernennung zum Gouverneur von Korsika aufgab. In den zwei Jahren von 1646 bis 1647 war seine Arbeit in der genuesischen Kolonie extrem ausgeprägt und stark – ein gemeinsames Merkmal der herrschenden Klasse der Republik, die nicht zwischen altem und neuem Adel außerhalb der genuesischen Mauern unterschied. Seine Methoden, bei einer nach dem Dekret des Dogen Luca Giustiniani verlangten Requirierung von Öl, riefen einen starken Hass der Korsen auf seine Person hervor, der kurz vor seiner Abreise von der Insel in einem gescheiterten Attentat mündete.
Als Reaktion auf die Ereignisse auf Korsika wurde Cesare Durazzo in Genua einer Art internem Prozess unterzogen (damals wurde ihm jedes öffentliche und politische Engagement untersagt und die Verpflichtung auferlegt, die Hauptstadt Liguriens nicht zu verlassen), der ohne Konsequenzen und somit nicht ungünstig für den ehemaligen Gouverneur verlief. Nach starkem politischen Druck vom Senat wurde ein zweiter Prozess eröffnet, bei dem zwei auf der korsischen Insel tätige Abgesandte, Gerolamo Spinola und Antonio Da Passano (zukünftiger Doge im Zweijahreszeitraum 1675–1677), anwesend waren. Die Handlungen Durazzos wurden erneut als "innerhalb der Norm" beurteilt. Nachdem er seine politische und staatliche Tätigkeit wieder aufgenommen hatte, war er nach einer kurzen Amtszeit als Capitano von Recco (1651) von 1652 bis 1656 ununterbrochen Stellvertreter des Magistrats der Arsenale und im Jahre 1656 für den Bau der Trierien zuständig.
Während der Pest, welche Genua und die Republik zwischen 1656 und 1657 heimsuchte, wurde Cesare Durazzo erneut zum Senator und dann zum Gouverneur gewählt. Er war einer der Adligen, die sich während des Notstandes am aktivsten für die Kontinuität des Regierung in allen möglichen Bereichen einsetzte. Nach dem Ende der Epidemie übernahm er 1658 zusammen mit Cesare Gentile (zukünftiger Doge in der Zweijahresperiode 1665–1667) die Aufgabe, die öffentliche Ordnung zunächst in Dominion und dann 1659 in Genua wiederherzustellen. In der Zwischenzeit bekleidete er das Amt eines Mitglieds des Kriegsmagistrats.

### Dogenamt und die letzten Jahre
Im Alter von 72 Jahren, am 18. April 1665, wurde Cesare Durazzo mit einer stattlichen Stimmenmehrheit des Großen Rates zum Dogen gewählt. Dank der diplomatischen Bemühungen seiner Neffen Giovan Agostino und Giovan Luca war seine Amtszeit – die 73. in zweijähriger Folge und die 118. in der Geschichte der Republik – geprägt von der Wiederaufnahme des Handels mit dem Osten, vor allem mit dem Osmanischen Reich, wovon in erster Linie die Republik, aber auch Durazzo selbst profitierte. Als Doge wurde er auch mit dem damit verbundenen zweijährigen Amt des Königs von Korsika betraut.
Als sein Dogenamt am 18. April 1667 endete, ernannten ihn die obersten Syndicatoren zum ewigen Prokurator. Trotz seines fortschreitenden Alters arbeitete er weiterhin für den genuesischen Staat: er leitete den Rat der Grenzen; er verhandelte mit dem ehemaligen Dogen Stefano De Mari (seinem Vorgänger) über finanzielle Angelegenheiten mit der Banco di San Giorgio; 1674 nahm er an der Revision der "biglietti di calice" teil. 1678 wurde er erneut als ewiger Prokurator vor Gericht gestellt, aus diesem Prozess ging er ungestraft hervor.
Wahrscheinlich starb er am 8. Dezember 1680 in Genua und wurde in der Chiesa della Consolazione begraben. Er hinterließ ein Legat von nicht weniger als 3.000 Messen und umfangreiche Spenden an fromme Werke und Bruderschaften, mit einer testamentarischen Bestätigung seiner bedingungslosen Hingabe an Maria.

## Privatleben
Aus seiner am 25. November 1621 geschlossenen Ehe mit Giovanna Cervetto hatte er sieben Kinder, von denen vier (Giacomo, Aurelia, Nicoletta und Maria Caterina) vor ihm starben. So blieben Pietro (Doge in den Jahren 1685–1687), Marcello (Nuntius in Portugal und Spanien, Bischof der Diözese Faenza und Kardinal; letztere Ernennung wurde von seinem Onkel, Kardinal Stefano Durazzo, unterstützt) und Giovanni Battista, der keine enge Beziehung zu seinem Vater hatte.